# Cypseloides lemosi
El vencejo pechiblanco o vencejo de pecho blanco (Cypseloides lemosi) es una especie de ave de la familia Apodidae, que se encuentra en Colombia, Ecuador y Perú.

## Descripción
Mide ente 14 y 15 cm de longitud. De color uniformemente negro hollín, excepto por una característica mancha pectoral blanca, que es ancha arriba y se reduce formando un ángulo con vértice en el centro del pecho. Cola bifurcada sin rectrices rígidas.

## Hábitat
Se encuentra en campo abierto, pastizales y colinas o en áreas erosionadas con suelo desnudo y pastos y arbustos dispersos, entre los 350 y 1.600 m de altitud.

## Comportamiento
Vuela, generalmente entre los 15 y 25 m de altura, en bandas de 20 a 25 individuos, a veces mixtas, con otras especies de aves. Caza insectos en vuelo.